# Djupvatnet (Møre og Romsdal)
Das Djupvatnet ist ein norwegischer See in der Gemeinde Stranda, in der Provinz Møre og Romsdal.
Der etwa 2 km² große See befindet sich auf einer Höhe von rund 1016 moh. Er wird gespeist von der Hesteelva, dem Abfluss des auf dem Dalsnibba-Massivs gelegenen Litledalsvatnet sowie von zahlreichen Schmelzwasserbächen. Das Djupvatnet gehört zum Flusssystem der Glomma und entwässert am östlichen Seeufer zunächst über einen Bach in die Langvastjønna, die wiederum über ein System von Bächen und Seen (Langvatnet, Nørdre- und Søre Lagervatnet, Breiddalsvatnet, Grotlivatnet, Heimdalsvatnet, Vuluvatnet, Pollvatnet und Hegebottvatnet) in die Otta mündet.
Am Nordufer des Sees führt die Geirangerstraße vorbei, von dem die private Mautstraße Nibbevegen zur Dalsnibba abzweigt. An dieser Straßenkreuzung befindet sich seit dem 19. Jahrhundert, direkt am Seeufer die Djupvasshytta. Der Geirangerfjord und der touristisch sehr beliebte Ort Geiranger befinden sich etwa 8,5 km (Luftlinie) nordwestlich des Sees.

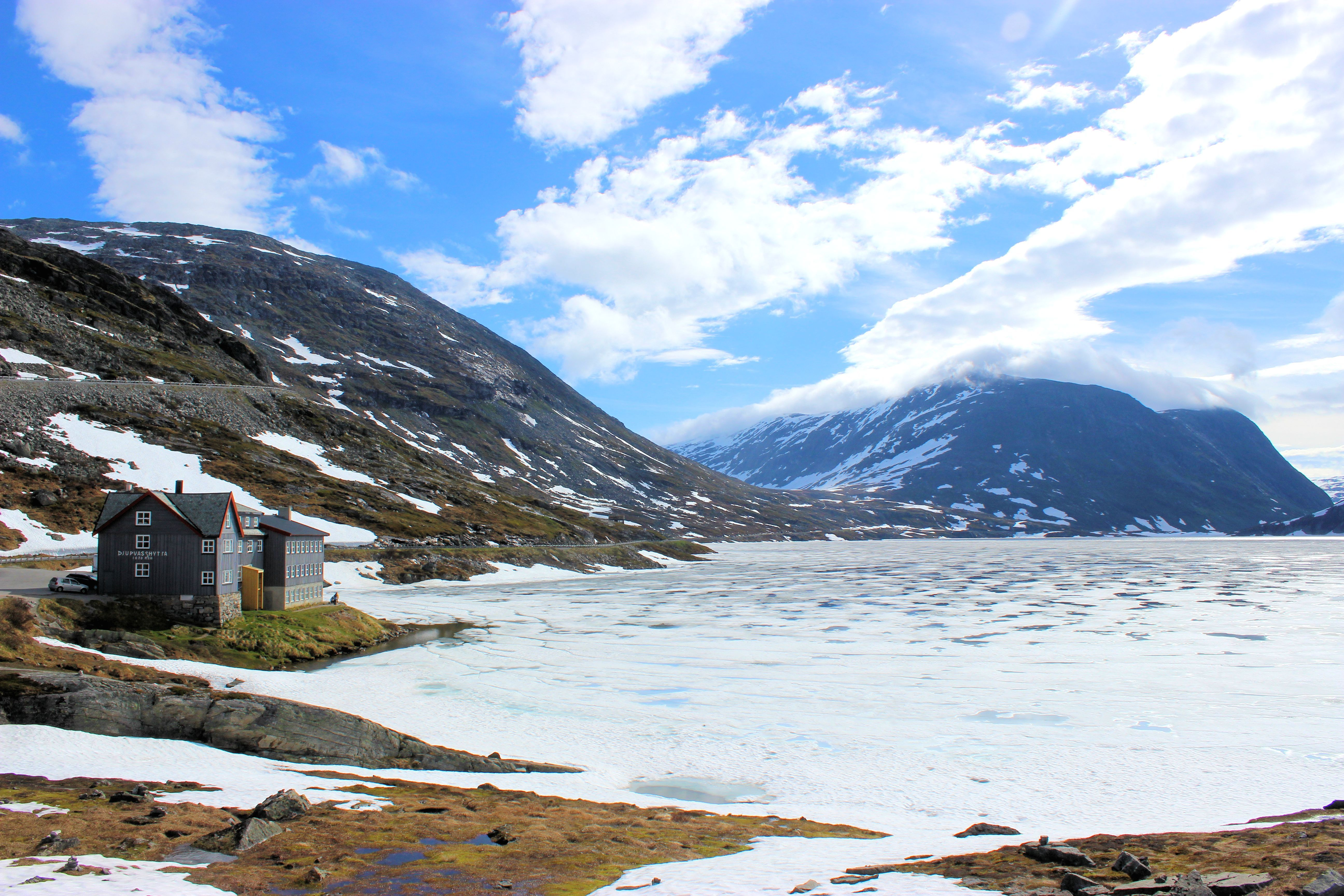
Das Djupvatnet mit der Djupvasshytta im Juni 2016 …
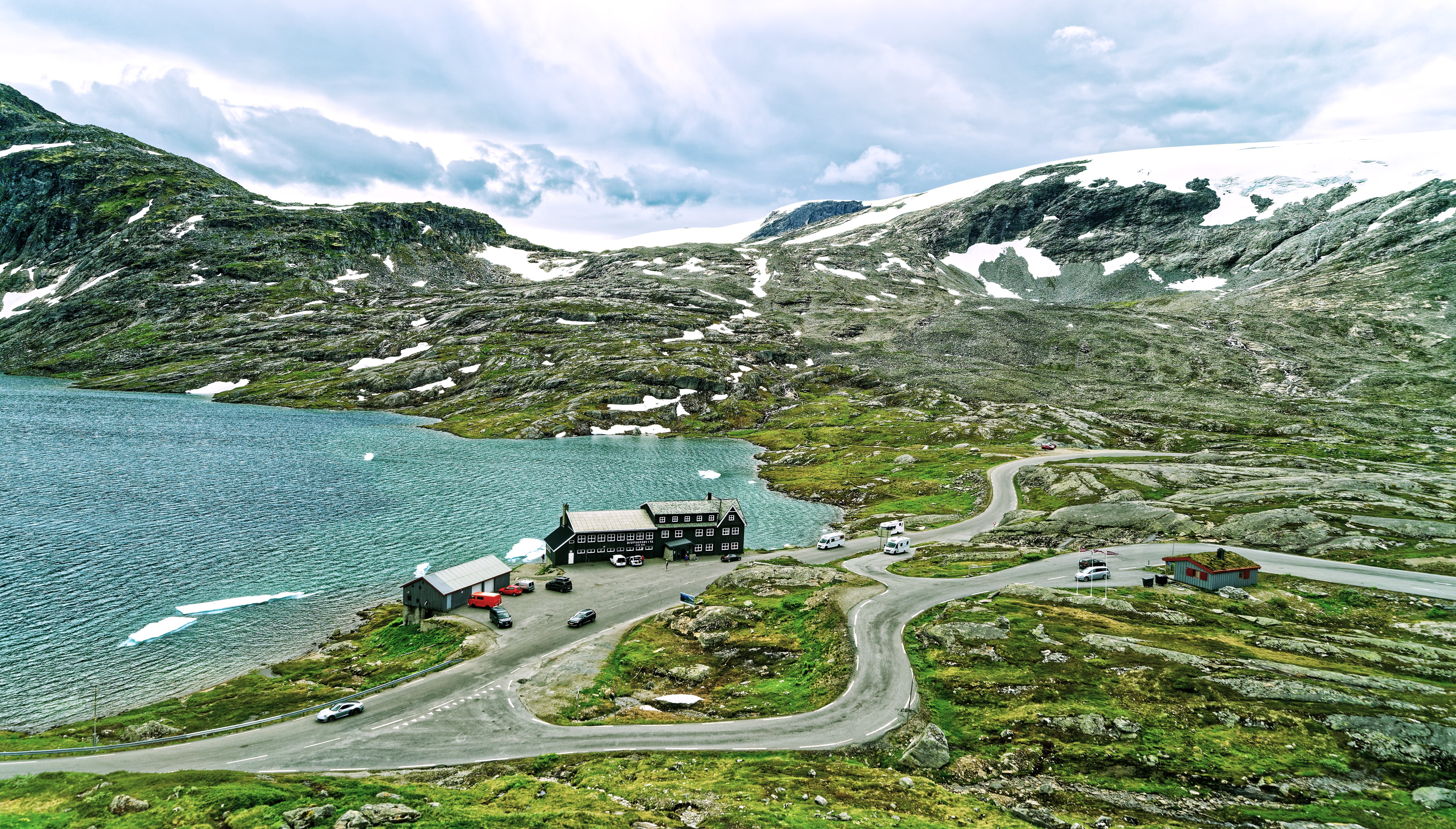
... im Juli 2023 ...
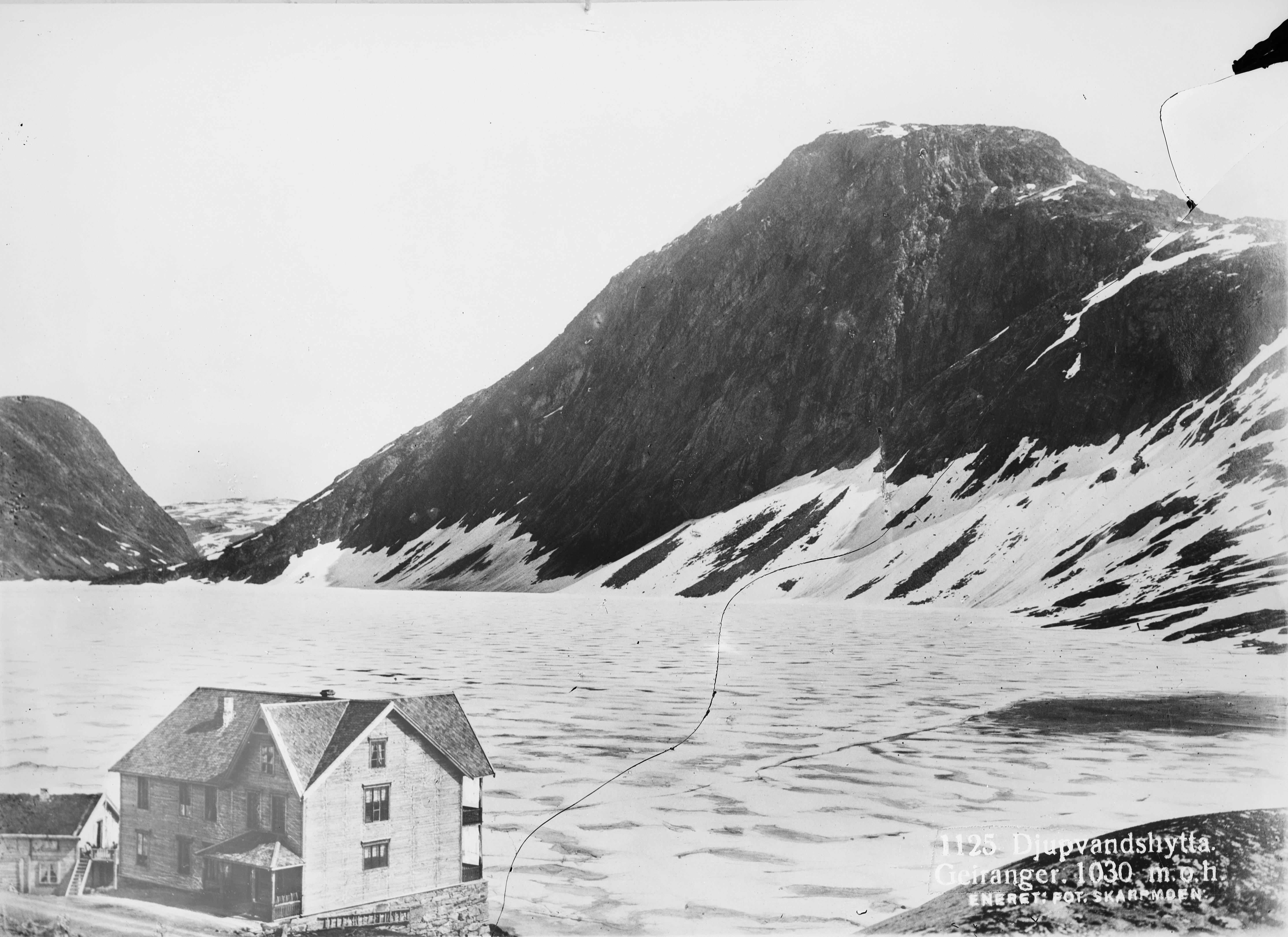
… und um 1920